# Unearthed: Trail of Ibn Battuta
Unearthed: Trail of Ibn Battuta (em árabe: الركاز: في أثر ابن بطوطة)  é um jogo episódico de ação-aventura desenvolvido saudita Semaphore e publicado pela empresa-mãe Semanoor International. Os episódios do jogo estão planejados para estar disponível na PlayStation 3 (via PSN), no Microsoft Windows, no Mac OS X (ambos via Steam e o último também através da Mac App Store), bem como iOS e dispositivos Android.
O jogo foi originalmente planejado para também estar disponível na Xbox Live Arcade e WiiWare, mas a Semaphore abandonou silenciosamente essas plataformas. Uma versão diferente do jogo também foi planejada como um aplicativo do Facebook. Foi anunciado uma versão para PlayStation 4 e PlayStation Vita.

## Trama
Quando o caçador de fortuna árabe Faris Jawad e sua arqueóloga irmã Dania recebem um chamado para visitar Marrocos, eles embarcam em uma aventura exótica em todo o Oriente Médio na trilha do famoso explorador muçulmano ibne Batuta. No entanto seguir a trilha não seria fácil, já que Faris terá de superar uma aliança profana de um líder de milícia, um traficante de armas e um rico traficante de antiguidades que estão atrás do mesmo objetivo.

## Desenvolvimento
Unearthed: Trail of Ibn Battuta é um dos primeiros jogos para o PlayStation 3 com motor de jogo Unity. O episódio 1 foi lançado em 29 de maio de 2013 para o PlayStation 3 (versão PAL somente) e iOS. As versões para PC e Android também foram anunciadas originalmente para essa data, mas ambas não foram lançadas nas respectivas plataformas; No caso do primeiro, principalmente devido a não ser aprovado pela comunidade Greenlight da Steam antes da data sugerida. Em 3 de janeiro de 2014, o jogo foi finalmente lançado em todo o mundo para as plataformas de PC sob o título Episódio 1 - Gold Edition, no qual o desenvolvedor afirma que esta nova edição abordou e melhorou algumas das questões técnicas do jogo. Os lançamentos anteriores na PlayStation 3 e iOS receberam a versão Gold Edition como uma atualização gratuita. A versão mais recente ficou disponível para as plataformas Android até 28 de maio de 2014. Apesar das atualizações iniciais, a Gold Edition foi corrigido várias vezes.

## Recepção
O primeiro episódio de Unearthed: Trail of Ibn Battuta foi desaprovado por críticos e jogadores. As principais críticas ao jogo foram direcionadas a mecânica de jogabilidade quebrada, gráficos, animações fracas e sua falta de originalidade, com a maioria dos críticos comparando o jogo desfavoravelmente com a série Uncharted. Ele atualmente possui uma pontuação 11 de 100 na Metacritic.
A IGN do Oriente Médio deu ao jogo uma nota 3,0 de 10; "Com seus controles fracos, design de nível pobre e roteiro horrível, Unearthed: Trail of Ibn Battuta Episode 1 é uma bagunça terrível. O jogo obteve um pouco de atenção negativa por ser uma cópia flagrante de Uncharted, no entanto, em algum lugar lá no fundo eu tinha esperança que isso nos forçasse a rejeitar esses preconceitos e o jogo se manter por si próprio. Unearthed, infelizmente, não faz nada disso e falha de forma irresistível." A Sixth Axis deu ao jogo nota 1 de 10; "É tudo tão risível, tanto assim que houve poucas vezes que eu não pude deixar de explodir com gargalhadas de quão terríveis eram as animações, a jogabilidade e todo o resto". O jogo é absolutamente terrível.
A revista The Escapist chamou Faris Jawad de "Nathan Fake", e disse que o jogo é uma cópia barata de jocosa do aclamado Uncharted.